# Johann Philipp Kirnberger
Johann Philipp Kirnberger (24 tháng 4 năm 1721 – 27 tháng 7 năm 1783) là một nhà soạn nhạc và nhà lý luận âm nhạc.

## Cuộc đời
Kirnberger sinh ngày 24 tháng 4 năm 1721 tại Saalfeld. Ông được học chơi vĩ cầm và harpsichord ngay tại nhà của mình. Ông còn được chơi đàn organ dưới sự dẫn dắt của JP Kellner. Năm 1739, ông đến Leipzig. Ông còn được học nhạc với Johann Sebastian Bach trong hai năm. Năm 1741, Kirnberger đến Ba Lan để làm việc với tư cách là một nhạc sĩ. Ông trở lại Đức vào năm 1751. Cùng năm, ông trở thành nghệ sĩ vĩ cầm trong nhà nguyện của triều đình Phổ. Năm 1758, Kirnberger trở thành giám đốc âm nhạc cho Công chúa Anna Amalia của Phổ.
Kirnberger làm công việc sáng tác và dạy nhạc cho Công chúa Anna. Trong thời gian này, ông bắt đầu viết về lý thuyết âm nhạc. Kirnberger qua đời vào ngày 27 tháng 7 năm 1783 tại Berlin sau một thời gian bị bệnh.

## Viết về âm nhạc
Kirnberger còn là một nhà lý thuyết âm nhạc nổi tiếng. Ông viết về đối âm, lý thuyết âm nhạc, chỉnh tiếng và bè trầm. Tuy nhiên, ông vốn không phải là một người văn hay chữ tốt. Kirnberger thường xuyên phải nhờ người khác giúp đỡ mình trong công việc viết lách và chỉnh sửa ý tưởng của bản thân. Những ghi chép của ông cũng thường bị xem là "khó đọc".
Kirnberger thường hay ca ngợi J. S. Bach trong các bài viết của mình. Ông cho rằng cách sáng tác nhạc của Bach là cách tốt nhất. Kirnberger đã tỏ ra nỗ lực trong việc giải thích cách sáng tác nhạc của Bach trong cuốn sách của mình, Die Kunst des reinen Satzes in der Musik (tựa đề tiếng Anh: "Art of Pure Writing").
Kirnberger đã tạo ra ba hệ điều hòa âm nhạc. Điều hòa âm nhạc là một cách chỉnh tiếng nhạc cụ để xác định chính xác những cao độ được vang lên. Hệ điều hòa đầu tiên của ông dựa trên hệ điều hòa của Pythagoras. Hệ điều hòa thứ ba của Kirnberger thường được sử dụng để diễn tấu trong âm nhạc baroque.
Kirnberger còn tạo ra cách sáng tác nhạc bằng việc sử dụng một cặp xúc xắc. Điều này đã được xuất bản trong Der allezeit fertige Polonoisen- und Menuettencomponist (tạm dịch: Nhà soạn nhạc polonaise và minuet lúc nào cũng sẵn sàng). Trong đó, một cặp xúc xắc sẽ được tung ra. Sau đó, các con số trên xúc xắc được sử dụng để tìm kiếm một tiết nhịp của giai điệu từ chiếc thùng đàn. Nhịp này sẽ được đưa vào bản nhạc. Từ thùng đàn gốc của Kirnberger sẽ tạo ra được {\displaystyle 11^{32}} bản minuet.